# Ark van het Verbond

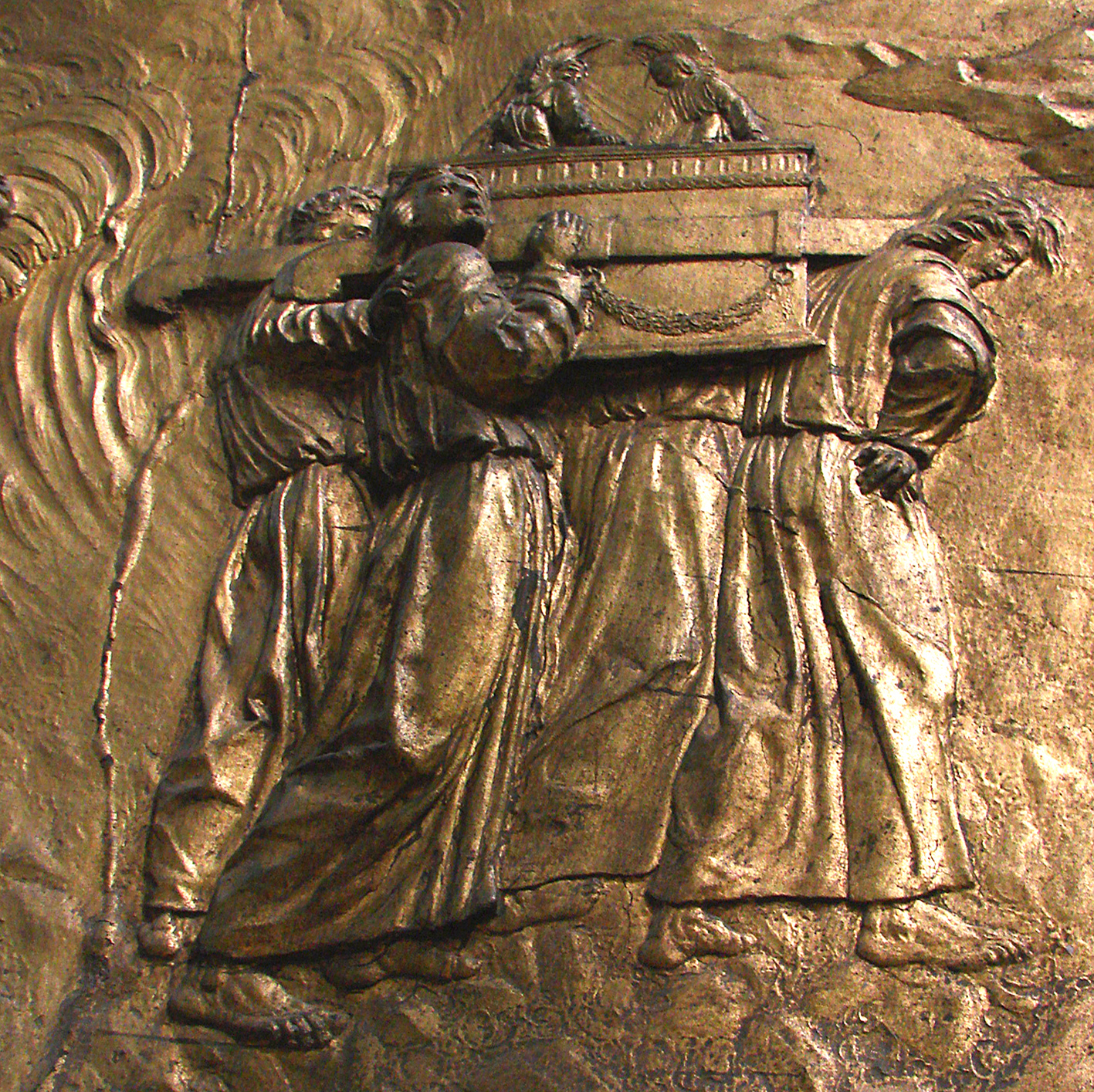
Transport van de ark van het verbond, reliëf in de kathedraal Sainte-Marie d'Auch.

De ark van het verbond of (verouderd) Ark des Verbonds (Hebreeuws: אָרוֹן הַבְּרִית ʾĀrôn Habbərît, moderne uitspraak: Aron haBrit) was in de Hebreeuwse Bijbel een heilige kist.
De ark werd door Basaleël gemaakt tijdens de uittocht uit Egypte, bij de Sinaï (Exodus 25:10-22; 37:1-9). Het was een draagbare kist, waarin de twee stenen platen met daarop de tien geboden bewaard werden (1 Koningen 8:9, 2 Kronieken 5:10). Hij stond in het allerheiligste, de binnenste ruimte van de tabernakel, en later in dezelfde ruimte in de tempel van Salomo te Jeruzalem.

## Betekenis van de term
Het woord ’ǎrôn wordt in tegenwoordig taalgebruik vertaald met "doodskist", maar duidt in Genesis 50:26 op een sarcofaag (van Jozef) en in 2 Koningen 12:10,11 / 2 Kronieken 24:8,10-11 op een kist met een gat in het deksel om een collecte in te verzamelen.

## Uiterlijk

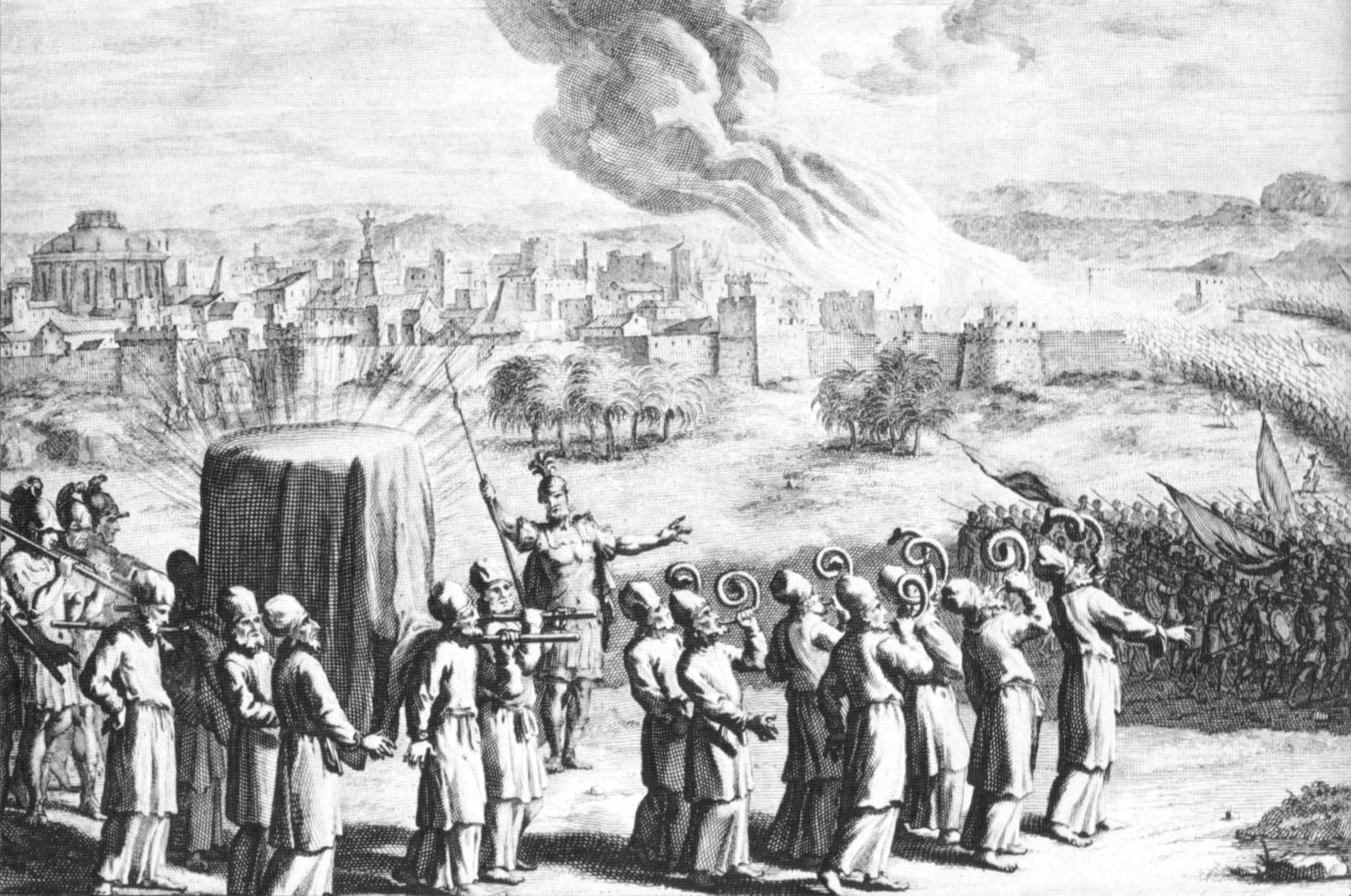
De priesters blazen op de sjofar, terwijl het leger van de Israëlieten met de ark van het verbond rond de stadsmuren van Jericho loopt.

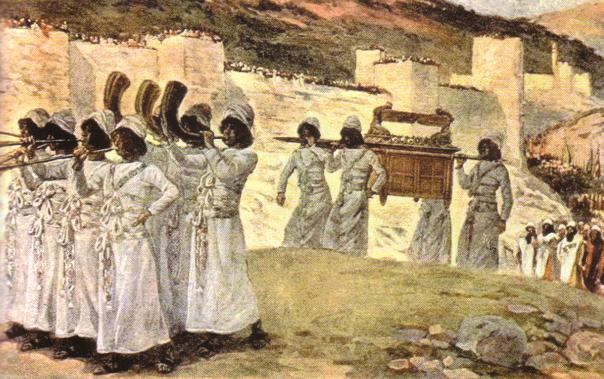
De Ark van het Verbond wordt rond Jericho gedragen.

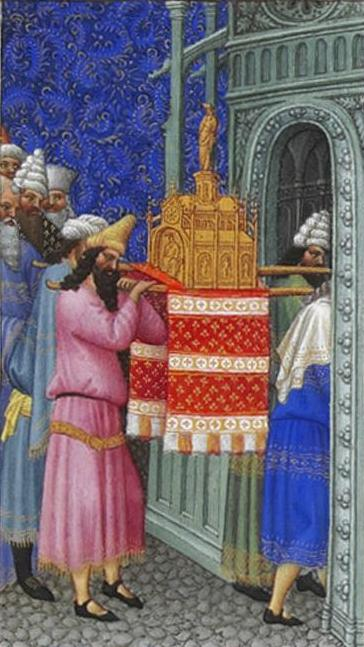
De Ark van het Verbond wordt de tempel in gedragen.

De kist was gemaakt van acaciahout en van binnen en van buiten overtrokken met een laag bladgoud. De afmetingen waren 2,5 x 1,5 x 1,5 el, bij benadering 1,25 x 0,75 x 0,75 meter.
Het deksel van de ark wordt verzoendeksel genoemd en was van zuiver goud vervaardigd. Aan weerszijden van het deksel waren twee uit massief goud opgetrokken cherubs, die één geheel vormden met het deksel. Deze cherubs hadden hun vleugels uitgespreid, als een beschutting boven het deksel, en stonden met de gezichten naar elkaar toe. Overigens is uit de beschrijving in de Bijbel niet op te maken hoe dit er precies uitzag: een bas-reliëf of twee cherubs in de vorm van beelden die uit het deksel staken. Het is eveneens mogelijk dat de beelden aan de zijkant van het deksel stonden of er in het midden van stonden. Op afbeeldingen zijn dan ook veel variaties te zien.
Aan beide zijden van de ark waren gouden ringen bevestigd waardoor twee met goud overtrokken draagstokken gestoken waren. Deze draagstokken mochten nooit verwijderd worden, ook niet toen de ark later zijn vaste plaats in de tempel kreeg.

### Bewaarplaats
Hoewel de ark werd geconstrueerd om gemakkelijk te kunnen vervoeren, werd deze veilig bewaard. Vanaf het vroegste begin was er een verbinding met een tent, hoewel deze niet altijd te identificeren is met de tabernakel (Exodus 33:7-11). Ook later, toen David de ark verplaatste, was er sprake van een andere, specifiek hiervoor ingerichte tent (2 Samuel 6:17; 7:6).

## Inhoud van de ark
Volgens de Hebreeuwse Bijbel zei JHWH bij de opdracht aan Mozes om de ark te vervaardigen dat deze diende om "de verbondstekst" te bevatten (Exodus 25:16). Bij het verplaatsen van de ark van de tabernakel naar de tempel van Salomo werd expliciet vermeld dat in de ark van het verbond uitsluitend de twee stenen platen lagen die Mozes erin had gelegd bij Horeb (1 Koningen 8:9, 2 Kronieken 5:10).
In Hebreeën 9:4 wordt echter gezegd dat de ark van het verbond naast de stenen tafelen ook een gouden kruik met manna bevatte en de staf van Aäron (die gebloeid had). Dit is waarschijnlijk een latere traditie, ontleend aan Exodus 16:33,34 en Numeri 17:25. In Exodus beval Mozes Aäron een kruik met manna te leggen op "de plaats waar de HEER wordt vereerd". Aäron legde de kruik vervolgens "voor de verbondstekst". In Numeri gaf JHWH eenzelfde opdracht aan Mozes, namelijk om de staf van Aäron "voor de verbondstekst" te leggen (waar deze samen met de overige staven had gelegen, maar als enige had gebloeid - Numeri 17:16-24). Later wordt echter gezegd dat Mozes de staf "uit het heiligdom" nam (Numeri 20:9), niet uit de ark.
Bepaalde tradities suggereren dat er meer in de ark lag dan alleen de stenen platen, bijvoorbeeld in het apocriefe Leven van de profeten: "[Jeremia] greep, vóór de verovering van de tempel, de ark van de Wet en de dingen die erin lagen". Philo noemt een traditie van een gouden urn met manna. Sommige onderzoekers suggereren dat de kruik en de staf in de ark werden gelegd om deze makkelijker te kunnen vervoeren.

## Herkomst van het concept van de ark
Volgens de Hebreeuwse Bijbel werd de ark gemaakt op de Sinaï, samen met de andere cultusvoorwerpen en de inrichting van de tabernakel. Dit verslag (Exodus 25:10-22; 37:1-9) is echter relatief laat en behoort tot de Priestercodex, waarin alle details van de cultus vanaf de Sinaï tot de tempel in Jeruzalem worden uitgelegd.
Voor de historische oorsprong en de achtergrond van de religieuze geschiedenis van de ark zijn er verschillende verklarende benaderingen: voor het nomadische gebied wordt verwezen naar vergelijking met de qubba (of hun geïslamiseerde vormen 'utfa en markab). Dit zijn verschillende versies van een meestal door een kleine tent beschermde mand of container, waarin dieren konden worden vervoerd en waarin heilige stenen lagen of waarop een vrouw die de strijders  aanmoedigde (qahinna) zou kunnen zitten.
Ook in het Egyptische gebied zijn draagbare voorwerpen van vergelijkbare vorm en grootte als de ark en lange draagpalen gevonden. Deze draagbare kisten waren met de op de afdekplaat afgebeelde, beschermende goddelijke wezens verbonden. Dergelijke kisten zijn niet alleen bekend van graven (bijvoorbeeld van het graf van Toetanchamon), maar ook van afbeeldingen van de levende wereld, bijvoorbeeld de weergave van processies waar de troon van de god wordt gedragen. Maar omdat de Egyptische afbeeldingen en heiligdommen niet alleen bekend waren in Kanaän, maar ook in Negev en Sinaï (zoals de Midjanitische Hathor-schrijn in Timna), kan niet met zekerheid worden gezegd via welke lijn de afbeelding van de ark werd beïnvloed.
Waar het concept ook is ontstaan, het blijft opmerkelijk dat de ark als bewegend symbool van goddelijke macht en aanwezigheid, oorspronkelijk vreemd was aan de tempel van Jeruzalem in het vroege Israël van vóór de staat. Hoewel de enige tekst die de oorsprong van de ark beschrijft, namelijk Exodus 25, deel uitmaakt van de Priestercodex en dus laat en idealiserend is, beschrijven de oudere teksten de kist eenvoudig meetkundig en gaan in op de functie.

## Functie van de ark
Waarschijnlijk is de oudste vermelding van de ark te vinden in het verbondsboek en wel in Numeri 10:35-36. Hierin wordt aangenomen dat JHWH aanwezig is bij en in de ark, vanwaar Hij opstijgt om Israël voort te stuwen, vooral om tegen vijanden te vechten. In de zin van deze krachtige aanwezigheid van JHWH, waardoor de gruwel van God op de vijanden valt, wordt de ark volgens 1 Samuel 4 in de strijd tegen de Filistijnen gebracht. Terwijl het verbondsboek (met name het stilhouden in Numeri 10:36) net als de context van Numeri 10 de indruk wekt van een frequentere gebeurtenis, was het zenden van de ark naar het slagveld een ultieme noodmaatregel, die echter niet tot succes leidde, maar tot het verlies van de ark aan de Filistijnen.
Terwijl in deze twee verhalen de oude leiderschaps- en oorlogsfunctie van de ark duidelijk wordt, worden de verhalen over de oversteek van de Jordaan en de verovering van Jericho voorgesteld als processies en dus gekenmerkt door latere perspectieven (Jozua 3 en 6). Deze betekenis van de ark in de tijd van de Israëlitische koningen wordt het sterkst verondersteld, want hoewel processies niet expliciet zijn gedocumenteerd in Jeruzalem, zijn ze zeer waarschijnlijk op basis van teksten als Psalm 24:7-10, net als op basis van het verhaal van Jozua 3 en 6, en ook om redenen van religieuze geschiedenis.
Het verhaal van de terugkeer van de ark (1 Samuel 6) daarentegen moet niet worden opgevat als een processie, noch als een optocht, maar eerder als een ontdekking van een heilige plaats, geïnspireerd door de goddelijke leiding van de trekdieren.
De opvallende rustfase van de ark in Kirjat-Jearim kan iets te maken hebben met de aanhoudende controle van de Filistijnen. Het feit dat David de ark naar Jeruzalem bracht (2 Samuel 6) versterkte niet alleen de Israëlitisch-Jahwistische aanwezigheid in de hoofdstad, maar vernieuwde en verbreedde ook de betekenis van de ark. Met de evacuatie van de ark - blijkbaar op initiatief van de oudsten van Israël - in de nieuw gebouwde tempel van Salomo (1 Koningen 8:1-2) en met het plaatsen onder de cherubs in het allerheiligste (1 Koningen 8:6-7) trad de ark achter de veel grotere cherubs terug.

## Aanwezigheid van JHWH bij de ark
De Hebreeuwse Bijbel beschrijft de manier waarop JHWH zich op of boven de ark bevond op verschillende manieren.
Of de aanwezigheid van JHWH met en bij de ark in de vroege periode werd gesymboliseerd door een massebe en hoe die werd geconcipieerd, is niet meer te achterhalen. Voor het heiligdom in Silo is de voorstelling als troon zeer waarschijnlijk, mogelijk in relatie tot de titel Zebaoth of Sabaoth (צבאות, Zebaoth of Zevaot, van het Egyptische ḏb3t, "de tronende"?). De titel jošev hakkәrûvîm, "cherubtroner" (1 Samuel 4:4; 2 Samuel 6:2 = 1 Kronieken 13:6; 2 Koningen 19:15 = Jesaja 37:16; Psalm 80:2; 99:1) is waarschijnlijk alleen in Jeruzalem ontstaan door de verbinding met de cherubs van de tempel van Salomo. De relatie tussen deze twee troonideeën (de ark als troon en de troonzetel van cherubs) bleef waarschijnlijk in evenwicht. Waar van de ark sprake is als troonzetel, werd waarschijnlijk bedoeld dat JHWH troont boven de cherubs (Psalm 132:7b; 1 Kronieken 28,2; Psalm 99:5). Met het beeld uit de Priestercodex van de cherubs als wachters op en voor de ark (Exodus 25:18-20; Exodus 37:7-9) kreeg de ark (weer) belangrijke betekenis in de bredere traditie.
Volgens de Rabbijnse literatuur werd de aanwezigheid van JHWH zichtbaar in de vorm van een licht dat boven de ark zweefde, aangeduid met sjechina (שְׁכִינָה, šəchīnāh, "inwonen" of "verblijven"), naar Exodus 25:8,21,22.

## Einde van de ark
Hoelang de ark heeft bestaan is onzeker. De ark wordt uitdrukkelijk voor het laatst genoemd in 1 Koningen 8, in de tijd van Salomo. Toch heeft de ark waarschijnlijk veel langer bestaan. De in Jeremia 3:16-17 gethematiseerde maar afgewezen vraag over een herstel doet vermoeden, net als de beschrijving en grote betekenis van de ark in de Priestercodex, dat de ark tegen het einde van de periode van de koningen verloren is gegaan of vernietigd en dat ze tot die tijd vrij belangrijk was.
Volgens de meest gangbare theorie is de ark vernietigd bij de verwoesting van de eerste tempel door Nebukadnezar II in 587/586 v.Chr. Het is zelfs zeer waarschijnlijk dat de ark al verdwenen was voordat de Babyloniërs de tempel plunderden. De ark, hoewel verreweg het belangrijkste voorwerp, wordt namelijk niet genoemd in de lijst van buitgemaakte tempelstukken. Bovendien stelde de profeet Jeremia dat er een tijd zou komen, dat men niet meer aan de ark zou denken, en hij niet weer gemaakt zou worden (Jeremia 3:16), hetgeen ook duidt op een waarschijnlijke vernietiging ten tijde van Jeremia.

### Waar is de ark gebleven?

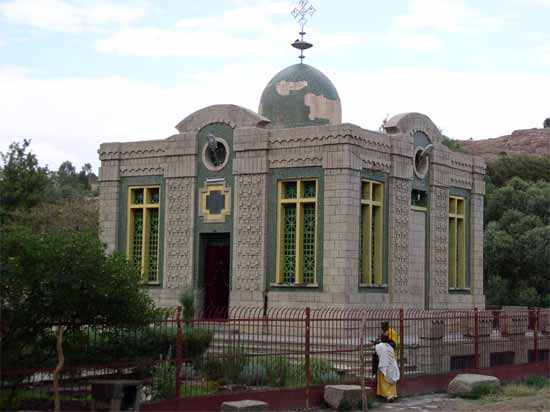
Volgens verhalen zou de ware ark van het verbond in de kathedraal van onze heilige Maria van Zion in Aksum (Ethiopië) gehuisvest zijn.

Hoewel de gangbare theorie dus is dat de ark werd vernietigd bij de verwoesting van de eerste tempel, menen anderen dat kort van tevoren de ark in een geheime ruimte onder de tempelberg of ergens in de buurt verborgen werd door de priesters. 2 Makkabeeën 2:4-6 (een deuterocanonieke tekst) suggereert dat de ark in een grot in de Neboberg is gelegd, samen met het reukofferaltaar en de tabernakel, door een groep mannen aangevoerd door Jeremia. Deze bergplaats zou echter zelfs door deze groep niet meer teruggevonden kunnen worden. Volgens 2 Makkabeeën 2:8 zal die plek ook niet gevonden worden tot God zijn volk weer samenbrengt en zich er weer over ontfermt. Weer anderen beweren dat de ark terechtgekomen is in Ethiopië.

## De ark in het christendom
Ook voor het christendom is de ark belangrijk, omdat volgens de orthodoxe theologie, de hele offerdienst een voorafschaduwing is van het zoenoffer van Jezus als volmaakt offerlam, die de zonden van de gehele mensheid moest afdekken, onzichtbaar maken, voor de ogen van God. Tevens is Jezus de volmaakte Hogepriester die dit offer voor het aangezicht van God en de ogen van de gehele wereld heeft gebracht. Iedereen die dit gelooft is volgens deze overtuiging gered van de eis van de (goddelijke) wet, namelijk de straf voor de zonde die hij/zij begaan heeft in dit leven.

## De ark in de Koran
In de Koran wordt er gesproken van At-Tabut ("houten kist") als een overblijfsel van wat Mozes en Aäron achterlieten (Al-Baqara 2.248).  De Ark is meer dan een artefact; hij symboliseert Gods eeuwige aanwezigheid en beschermende omhelzing . Volgens de islamitische traditie schonk de Ark vrede, oftewel Sakina, aan de kinderen van Israël.

## De ark in fictie
- De Heilige Graal, volgens de gangbare mening de door Christus gebruikte beker bij het Laatste Avondmaal, is volgens enkele schrijvers een andere benaming voor de ark, zie hiervoor de verhalen van Parsival.
- Een bekende film over de zoektocht naar de ark is de Indiana Jones-film Raiders of the Lost Ark van Steven Spielberg.
- In Harry Mulisch' De Ontdekking van de Hemel gaat de hoofdpersoon op zoek naar de ark om de Stenen Tafelen terug te kunnen geven aan God.
- Joel C Rosenberg schrijft in De Tempelcodex over het vinden van de ark en andere tempelschatten met behulp van een van de Dode Zee-rollen.
- In Het laatste offer van Simone van der Vlugt zou de ark een massavernietigingswapen zijn geweest en zou deze verborgen zijn in de Kathedraal van Chartres in Frankrijk.